# Концерт для Джорджа
Концерт для Джорджа (англ. Concert for George) состоялся в Королевском Альберт-Холле в Лондоне 29 ноября 2002 года в память Джорджа Харрисона по случаю первой годовщины его смерти. Это мероприятие было организовано вдовой Харрисона Оливией и их сыном, Дхани. Организацию с музыкальной стороны взяли на себя Эрик Клэптон и Джефф Линн (друзья Харрисона). Прибыль от мероприятия, которое посетили более 5 тысяч человек, была передана в благотворительный фонд Material World Charitable Foundation.

## Концерт
«Концерт для Джорджа», грандиозный трибьют в память «тихого битла», состоялся в лондонском Альберт-холле 29 ноября 2002 года — в первую годовщину смерти Харрисона от рака.
Организатором концерта стали вдова Харриссона Оливия вместе с его сыном Дхани Харрисоном, музыкальную часть проекта взяли на себя его ближайшие друзья и участники музыкальных проектов Джорджа — Эрик Клэптон и Джефф Линн. Название концерта перекликается со знаменитым «Концертом для Бангладеш» Харрисона, ставшим в своё время новаторским благотворительным событием, организованным для оказания помощи бенгальским беженцам, ставшим образцом для последующих благотворительных рок-концертов, таких как Live Aid в 1985 году и Concert for New York City в 2001 году после 11 сентября.
Концерт открылся традиционной молитвой на санскрите, песнопением Sarve Shaam. Вступительные речи произнесли Эрик Клэптон и Рави Шанкар, открывший «индийскую» часть концерта. Ситаристка Анушка Шанкар, дочь Рави Шанкара исполнила вместе с индийским таблаистом Танмоем Босом композицию своего отцаYour Eyes. Затем Анушка Шанкар, Джефф Линн, Дхани Харрисон и индийские музыканты исполнили The Inner Light, после чего индийский оркестр исполнил композицию Рави Шанкара Arpan («Посвящение»), специально написанную по этому случаю. Анушка Шанкар выступила в роли дирижёра. Вступительная часть концерта стала данью уважения страсти Харрисона к индийской музыке, его другу и наставнику Рави Шанкару, памятью о соло Харриссона на ситаре, вкраплённых в песнях «Битлз» и сольных его альбомах.
Следующим был комический эпизод с членами труппы «Монти Пайтон» — (Эрик Айдл, Терри Джонс и Терри Гиллиам) с песней Sit on My Face. Майкл Палин, являющийся ведущим концерта, тоже присоединился к Пайтонам, вместе с Нилом Инессом, Кэрол Кливленд и специальным гостем Томом Хэнксом, чтобы всем вместе исполнить «Песню дровосека». Номера стали данью уважения и благодарности Джорджу Харриссону, в свою очередь любившему «Монти Пайтон» и считавшему, что сумасбродный дух группы был унаследован от ранних «Битлз». Во времена, когда «Монти Пайтон» были под огнём критики и общественного давления, именно Харриссон финансово поддержал теперь классический проект группы — «Житие Брайана».
Остальную часть концерта отыграли George’s Band — бывшие The Beatles Пол Маккартни и Ринго Старр, а также музыканты Эрик Клэптон, Джефф Линн, Том Петти, Билли Престон, Джулс Холланд, Альберт Ли, Сэм Браун, Гэри Брукер, Джо Браун, Рей Купер, Марк Манн, сын Харрисона Дхани и ряд других музыкантов, которых можно было слышать на записях Джорджа Харрисона на протяжении многих лет.
Его друзьями были исполнены песни самого Харрисона, из обеих, битловской и пост-битловской, эпох, в основном в авторских оригинальных аранжировках.
Обозреватели отмечали проникновенные выступления отца и дочери Браун, уступавших в мировой известности прочим участникам концерта, но оставивших одни из самых запоминающихся исполнений песен Джорджа в этот вечер. Джо Браун был одним из близких друзей Харриссона, зал шумно поддержал его на легендарных вступительных тактах «Here Comes the Sun», Браун также закрывал концерт, играя на укулеле, одном из любимых инструментов Харриссона, исполняя «I’ll See You in My Dreams». Его дочь Сэм Браун, по мнению многих, едва не «украла шоу» мощным исполнением последней песни Харриссона — «Horse to the Water».
Концерт дал возможность увидеть на одной сцене последних из оставшихся в живых битлов — Ринго Старра и Пола Маккартни. Ринго заставил весь зал подпевать их совместному с Джорджем хиту 1973 года — «Photograph». Пол Маккартни, кроме прочих песен, также отдал дань любви Джорджа к укулеле в «Something» и неожиданно поучаствовал в музыкальной какофонии, устроенной звёздным составом при исполнении «Wah Wah», довольно горькой и едкой песни Харриссона, одной из «анти-Маккартни», написанной в период его фрустрации от опеки и непонимания в последние годы существования «Битлз».
Концерт был снят на видео, и 17 ноября 2003 года вышел на DVD. Режиссёром видеоверсии стал Дэвид Лиланд. CD с аудиоверсией концерта вышел в тот же день, на нём отсутствуют записи выступления Monty Python и Сэм Браун.

## Содержание
- «Sarvesham»
- «Your Eyes» — 8:22
- «The Inner Light» — 3:01
- «Arpan» («Dedication») (Ravi Shankar) — 23:01
- «Sit on My Face» / «The Lumberjack Song»
- «I Want to Tell You» — 2:52
- «If I Needed Someone» — 2:28
- «Old Brown Shoe» — 3:48
- «Give Me Love (Give Me Peace on Earth)» — 3:29
- «Beware of Darkness» — 4:00
- «Here Comes the Sun» — 3:09
- «That’s The Way It Goes» — 3:39
- «Horse to the Water» — :
- «Taxman» — 3:10
- «I Need You» — 3:00
- «Handle with Care» — 3:27
- «Isn't It a Pity» — 6:58
- «Photograph» — 3:56
- «Honey Don't» — 3:03
- «For You Blue» — 3:04
- «Something» — 4:25
- «All Things Must Pass» — 3:33
- «While My Guitar Gently Weeps» — 5:57
- «My Sweet Lord» — 5:02
- «Wah-Wah» — 6:06
- «I'll See You in My Dreams» — 4:01

## Музыканты
- Эрик Клэптон — гитара, вокал
- Дхани Харрисон — гитара
- Энди Фэйруэзер Лоу — гитара
- Джефф Линн — гитара, бэк-вокал
- Альберт Ли — гитара, бэк-вокал
- Марк Манн — гитара
- Клаус Форман — бас-гитара, бэк-вокал
- Пол Маккартни — клавишные, гитара, укулеле, вокал, бэк-вокал
- Крис Стэйнтон — клавишные
- Билли Престон — клавишные, вокал
- Ринго Старр — ударные, вокал
- Рэй Купер — ударные, перкуссия
- Джим Келтнер — ударные
- Сэм Браун — вокал, бэк-вокал
- Джим Капальди — ударные
- Генри Спинетти — ударные
- Кейти Киссун — бэк-вокал
- Тэсса Найлс — бэк-вокал